# John Grundström
John Grundström, född 23 juni 1877 i Brahestad, död 19 juli 1953 i Kisko, var en finländsk industriman.
Grundström gjorde en insats som industriledare inom sockerindustrin. Han var vd för Helsingfors sockerbruk 1907–1912, Helsingfors sirapsfabrik 1912–1917, Kotka sockerbruk 1917–1918 och slutligen för Finska socker Ab 1918–1948. Han var en av Finlands industriförbunds stiftare.
Han fick titlarna kommerseråd 1923 respektive bergsråd 1934.